# Línia 1 del metro de París
La línia 1 del metro de París és una de les setze línies del metro de París. El tram més antic data de l'any 1900, obert per a l'exposició universal de París, i actualment connecta la Défense amb Château de Vincennes. Amb una longitud de 16,5 quilòmetres, constitueix una via de comuniació est-oest: és històricament la que té una major freqüència amb per exemple uns 213 milions de viatgers el 2008 i uns 725.000 per dia. L'any 2012 esdevindrà la primera línia important de la xarxa a ser totalment automatitzada i sense interrupció de la circulació.

## Història

### Cronologia
- 19 de juliol de 1900: Inauguració de la línia entre Porte de Vincennes i Porte Maillot. Només 8 de les 18 estacions planejades es van obrir.
- 24 de març de 1936: Perllongament de Porte de Vincennes a Château de Vincennes.
- 15 de novembre de 1936: Inauguració de l'estació Porte Maillot en una altra localització.
- 29 d'abril de 1937: Perllongament de Porte Maillot a Pont de Neuilly.
- Maig 1963 a desembre de 1964: Conversió de la línia a trens pneumàtics amb material rodant MP 59.
- 1 d'abril de 1992: Perllongament de Pont de Neuilly a la Défense.
- 27 de març de 1997: línia és l'única xarxa el 15 d'octubre de 1998, amb l'obertura de la línia 14 a estar equipats amb equip pneumàtic en MP 89
- 2008-2012: Automatització integral de la línia, amb nou material rodant MP 05, sense conductor.